# Dongfanghong BJ760
Der Dongfanghong BJ760 (chinesische Kurzzeichen: 東方紅/东方红) ist eine viertürige Mittelklasselimousine des chinesischen Automobilherstellers Beijing Automobile Works, die von 1960 bis 1969 in geringen Stückzahlen produziert wurde. Er war das einzige Modell der Marke Dongfanghong.
Er basierte auf einer sowjetischen Konstruktion und war zeitweise eine Alternative zum erfolgreichen Shanghai SH760.

## Entstehungsgeschichte
Der in Peking ansässige Betrieb Beijing Automobile Works (BAW) wurde 1953 mit sowjetischer Unterstützung gegründet. Er stellte zunächst Zulieferteile für chinesische Fahrzeuge her, vor allem Vergaser, Benzinpumpen, Scheinwerfer und kleinere Blechteile.
1958 begann in China die Kampagne Der Große Sprung nach vorn, zu deren Zielen es gehörte, den Rückstand Chinas zu den westlichen Industrieländern aufzuholen. Die Auswirkungen dieser Initiative war auch in der Automobilindustrie zu spüren: Ab 1958 begannen mehrere chinesische Werke, Personenkraftwagen für die zivile Nutzung zu konstruieren. Insbesondere für die Mittelklasse gab es mehrere eigenständige Ansätze. Als erster vollständig in China hergestellter PKW gilt der bei China FAW Group konstruierte Dongfeng CA71, der wenig später um den bei Shanghai Auto Works gebauten  bezeichneten Feng Huang (später: Shanghai SH760) ergänzt wurde. Bei BAW schließlich entstand 1958 eine Limousine mit einem 1,2 Liter großen luftgekühlten Heckmotor, die technisch am VW Käfer orientiert war und bis 1960 unter der Markenbezeichnung Jinggangshan vertrieben wurde. 1960 präsentierte BAW als Nachfolger des Jinggangshan die viertürige Limousine Dongfanghong BJ760, die formal und technisch keine Beziehungen zum Vorgänger hatte.
Der Dongfanghong BJ760 war kein Erfolg. BAW konzentrierte sich ab 1964 vor allem auf die Produktion des Geländewagens Beijing BJ212. Eine weiterentwickelte Version mit der Bezeichnung Dongfanghong BJ761 entstand nur in einem Exemplar. Fünf Jahre nach der Einstellung des BJ760 präsentierte BAW 1974 mit dem Beijing BJ750 einen zeitgemäß gestalteten Nachfolger, von dem aber ebenfalls nur wenige produziert wurden.
Die Modellbezeichnung Dongfanghong bedeutet übersetzt „Der Osten ist rot.“ Sie wurde in den 1990er-Jahren für eine chinesische Kopie des polnischen FSO Polonez erneut verwendet.

## Modellbeschreibung

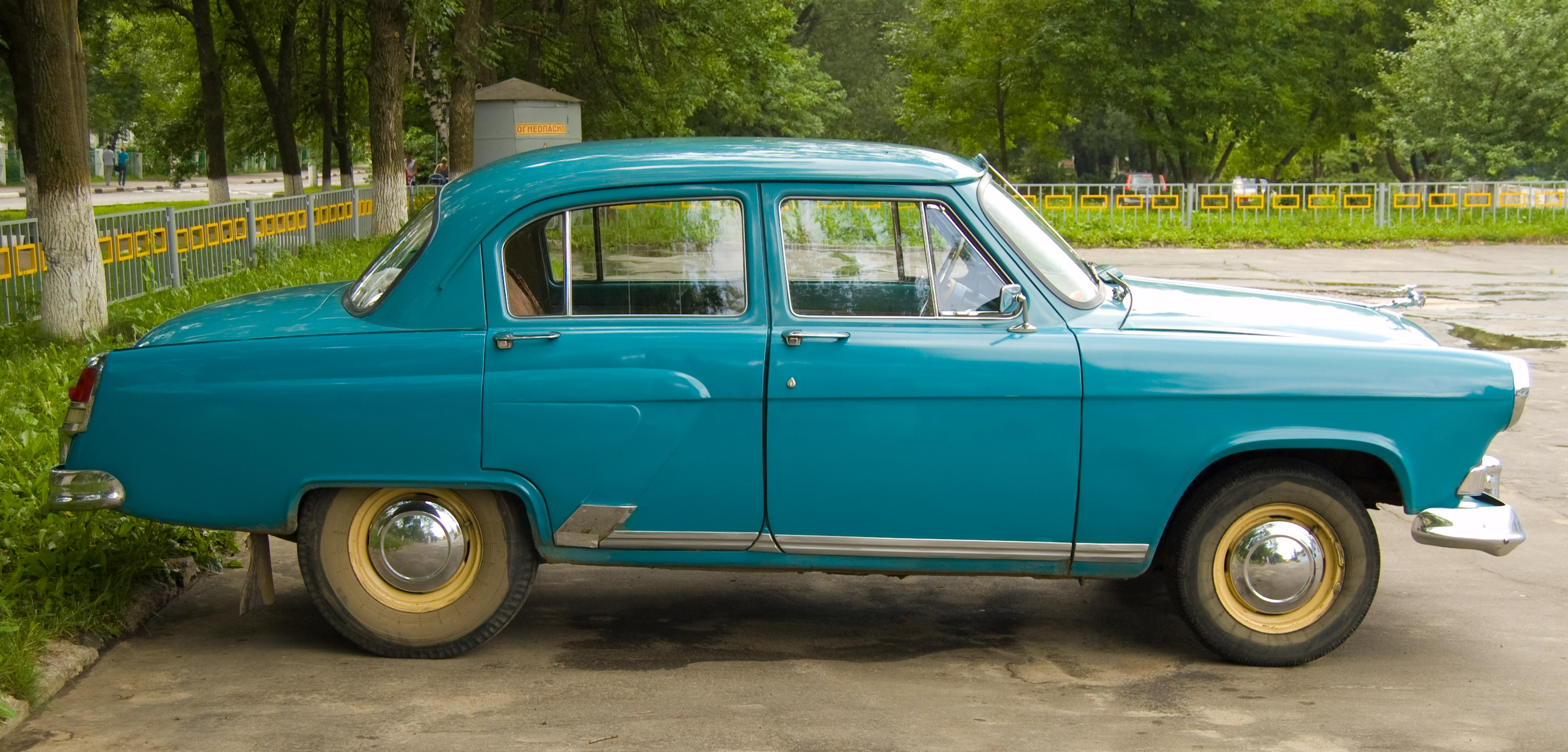
Basis des Dongfanghong BJ760: der sowjetische GAZ M-21 Wolga

Der Dongfanghong BJ760 war keine chinesische Eigenkonstruktion. Er basierte vielmehr auf dem sowjetischen GAZ M-21 Wolga, dem er technisch und stilistisch weitgehend glich. seine äußere Form folgte weitestgehend dem sowjetischen Vorbild. Allerdings nahm BAW einige Detailänderungen im Design vor. Insbesondere entfielen bei der chinesischen Version die konturierten hinteren Kotflügel. Stattdessen waren die Kotflügel des BJ760 glattflächig. Die Form der Motorhaube wurde geändert, die Heckpartie ebenfalls. BAW orientierte sich dabei am französischen Simca Vedette. Die markanten Türen behielt der BJ760 allerdings bei.
Als Antrieb diente der Reihenvierzylindermotor des Wolga, der 2,4 Liter Hubraum hatte und 55 kW leistete. Der Motor war mit einem handgeschalteten Dreiganggetriebe verbunden, das vollständig dem des Wolga entsprach. Der erste Gang war nicht synchronisiert.

## Produktion
Der Produktionsumfang war gering. BAW fertigte in 10 Jahren insgesamt zwischen 106 und 238 Einheiten des Dongfanghong BJ760; die Angaben hierzu sind nicht einheitlich. Nur einige wenige Fahrzeuge existieren noch.
Der Dongfanghong konnte sich gegen den etwa gleich großen Shanghai SH760 nicht durchsetzen. Die Fertigungsqualität des BJ760 war von Beginn an nachlässig, und nachdem sich die chinesisch-sowjetischen Beziehungen zu Beginn der 1960er-Jahre verschlechtert hatten, erhielt China nur noch wenig technische Unterstützung aus der UdSSR. Das wirkte sich auf die Qualität des BJ760 aus.